# Championnat d'Océanie de football des moins de 20 ans 2013
Navigation
Nouvelle-Zélande 2011 Fidji 2014
Le championnat d'Océanie de football des moins de 20 ans 2013 est la dix-neuvième édition du championnat d'Océanie de football des moins de 20 ans qui a eu lieu à Lautoka, aux Fidji du 21 au 29 mars 2013. Le vainqueur obtient une qualification automatique pour la prochaine Coupe du monde des moins de 20 ans, qui a lieu en Turquie durant l'été 2013. Les cinq équipes participantes sont regroupées au sein d'une poule unique où elles s'affrontent une fois.
C'est le tenant du titre, la Nouvelle-Zélande, qui remporte à nouveau la compétition et obtient sa qualification pour le tournoi mondial.

## Équipes participantes
- Fidji - Organisateur
- Nouvelle-Zélande - Tenant du titre
- Vanuatu
- Nouvelle-Calédonie
- Papouasie-Nouvelle-Guinée

## Résultats
| Rang | Équipe                    | Pts | J | G | N | P | Bp | Bc | Diff |  |     |     |     |     |
| ---- | ------------------------- | --- | - | - | - | - | -- | -- | ---- |  | --- | --- | --- | --- |
| 1    | Nouvelle-Zélande          | 12  | 4 | 4 | 0 | 0 | 13 | 2  | +11  |  | 4-0 | 1-0 | 3-2 | 5-0 |
| 2    | Fidji                     | 9   | 4 | 3 | 0 | 1 | 8  | 8  | 0    |  |     | 3-2 | 3-2 | 2-0 |
| 3    | Vanuatu                   | 6   | 4 | 2 | 0 | 2 | 12 | 7  | +5   |  |     |     | 4-2 | 6-1 |
| 4    | Nouvelle-Calédonie        | 3   | 4 | 1 | 0 | 3 | 15 | 13 | +2   |  |     |     |     | 9-3 |
| 5    | Papouasie-Nouvelle-Guinée | 0   | 4 | 0 | 0 | 4 | 4  | 22 | -18  |  |     |     |     |     |

- La Nouvelle-Zélande se qualifie pour la Coupe du monde des moins de 20 ans.

## Sources et liens externes
- (en) Feuilles de matchs et infos sur RSSSF